# Публий Егнаций Целер
Публий Егнаций Целер (на латински: Publius Egnatius Celer, живял през 60-те години на I век) е стоик-учител по философия по времето на римските императори Нерон и Веспасиан в Рим.
Произлиза от фамилията Егнации, клон Целер вероятно от Berytos (днешен Бейрут) или Тарс. През 66 г. той доницира консулара Квинт Марций Барей Соран и дъщеря му Марция Сервилия за допитване при магьосници, на когото той е бивш учител, клиент и приятел. Соран е осъден смърт за обида на императора (crimen laesae maiestatis) и се самоубива. Марция е екзекутирана.
По времето на император Веспасиан през 69 г. той е съден от стоика философ Гай Музоний Руф за фалшиви показания. Защитата му поема киницийският философ Деметрий. Следващата година при присъствието на Домициан, който замества баща си, Целер е осъден и изгонен от Рим, а неговата собственост конфискувана.